# Beton jamisty

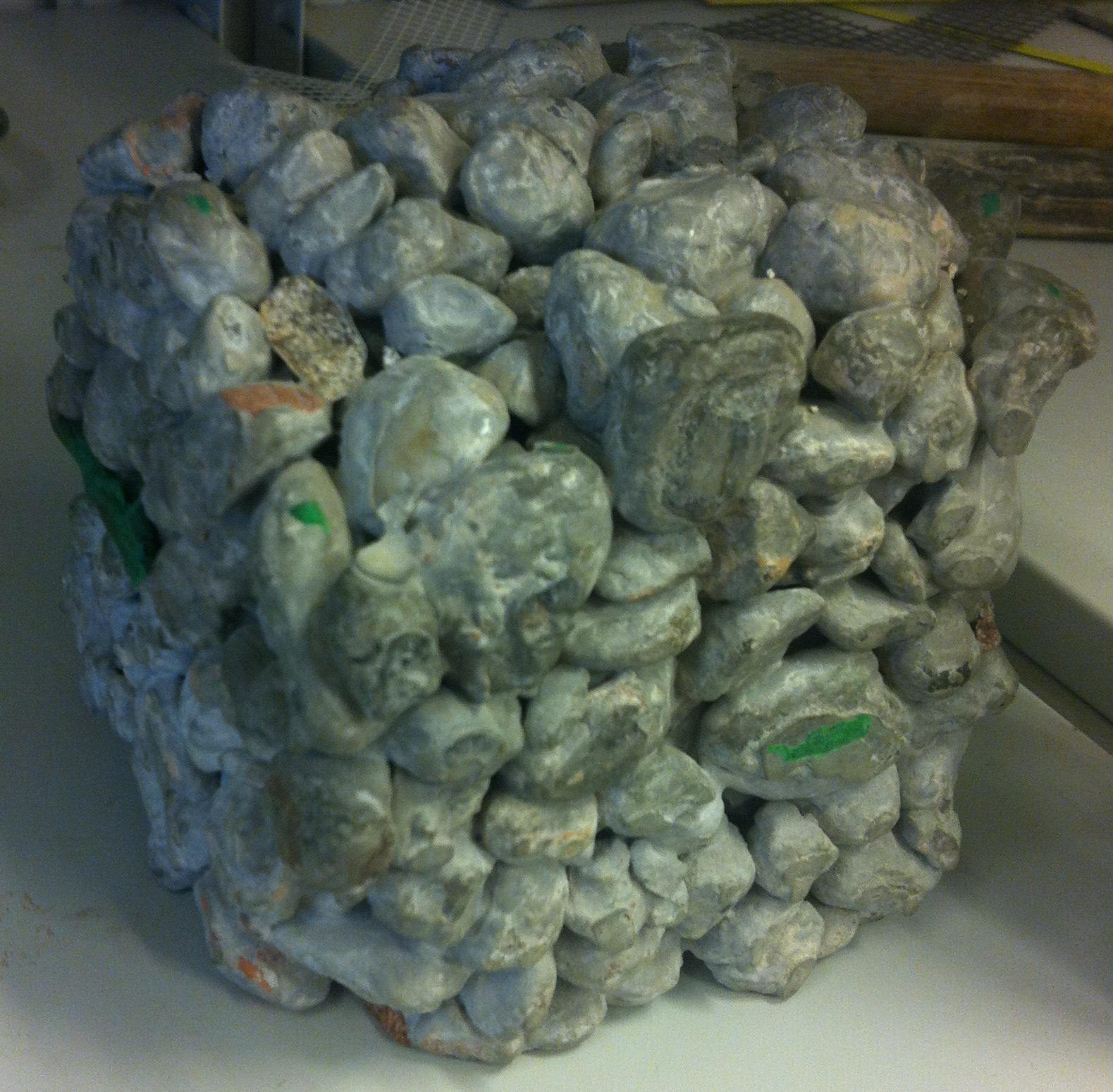
Kostka betonu jamistego

Beton jamisty (wodoprzepuszczalny, beton o strukturze otwartej) – beton lekki charakteryzujący się wysoką porowatością (ponad 15% objętości stanowią pustki międzyziarnowe)  spowodowaną brakiem lub niską zawartością piasku. Do wykonania stosuje się kruszywo grube (o średnicy ziaren powyżej 4 mm). Ich powierzchnię powleka cement, co sprawia, że ziarna trwale łączą się ze sobą z zachowaniem niewypełnionych pustek. Porowata struktura umożliwia swobodny przepływ wody i powietrza.

## Właściwości techniczne
- Gęstość objętościowa od 1600 do 2000 kg/m3;
- Wytrzymałość na ściskanie pomiędzy 3,4 i 27,6 MPa;
- Porowatość  od 15 do 25%[4];
- Niska w porównaniu do innych betonów wartość skurczu;
- Wytrzymałość na rozciąganie w granicach od 1 do 3,8 MPa;
- Współczynnik filtracji od 81 do 730 l /m2 /min;
- Stosunek W/C od 0,27 do 0,34;
- Kruszywo i cement w proporcjach (masowych) 4:1[5];

## Zastosowanie
Ze względu na właściwości wodoprzepuszczalne stosuje się go jako materiał do budowy nawierzchni dróg, parkingów i chodników w miastach. Dzięki przepuszczaniu wody deszczowej do gruntu eliminuje potrzebę budowy kanalizacji burzowej. Beton jamisty można też zastosować do wykonania drenażu francuskiego lub nawierzchni pod sztuczną trawę do budowy boisk.

## Mrozoodporność
Jako materiał porowaty, beton jamisty cechuje się dostateczną mrozoodpornością, ponieważ zamarzająca woda, powiększając swoją objętość, wypełnia puste przestrzenie, nie niszcząc struktury. Do poważnych uszkodzeń dochodzi, gdy ilość wody w betonie przekracza wartość krytyczną (nasycenie wodą powyżej 91%). W praktyce obecność takiej ilości wody w betonie jest mało prawdopodobna, jednak może do tego doprowadzić zapychanie się porów lub podniesienie się wód gruntowych.  Żeby zapobiec rozsadzeniu, można zastosować warstwę drobnego kruszywa o grubości ok. 20 cm pod płytą betonu lub umieścić w podstawie perforowane rury PCW. Obie te metody mają na celu odprowadzenie części wody z betonu.

## Wady
- W przypadku wycieku szkodliwych dla środowiska substancji przedostaną się one do gruntu;
- Gleby gliniaste i inne substancje klejące mogą doprowadzić do zatykania się porów, nawierzchnie wystawione na działanie takich substancji wymagają okresowego czyszczenia[6];
- Nie zaleca się stosować betonu jamistego w miejscach o wysokim natężeniu ruchu drogowego[5].